# Oscar Russberg
Oscar Russberg, född 13 augusti 1989 och uppväxt i Strömstads kommun, är en svensk roddare som ror för Strömstads Roddklubb.
Sedan 2012 har Oscar Russberg satsat i lättviktssingel. När man tävlar i lättviktssingel väger man in två timmar före starten och får då högst väga 72,5 kg.
Russberg är den första i Sverige med att vinna fyra individuella SM-guld av sex möjliga (Sprint SM tung- & lättvikt, lättvikt stora SM och lättvikt på roddmaskin) 2012 års säsong.
54:e plats på Vasaloppet öppet spår av totalt 10.000 anmälda, tid 5timmar och 34 min. (2012)

## Bästa resultat

### SM
- 9st Guld
- 4st silver
- 1st Brons

### JNM
- 1st Brons

### Världscup
13:e placering

### EM
13:e placering

### U23 VM
19:e placering, 8:a och 7:a

### Universitets VM
7:a

### Holland bekér
Silver